# Gare des Sables-d'Olonne
La gare des Sables-d'Olonne est une gare ferroviaire française de la ligne des Sables-d'Olonne à Tours, située sur le territoire de la commune des Sables-d'Olonne, dans le département de la Vendée, en région Pays de la Loire.
Elle est mise en service en 1866 par la Compagnie des chemins de fer de la Vendée. C'est une gare de la Société nationale des chemins de fer français (SNCF), desservie par des TGV, en provenance de la gare de Paris-Montparnasse, et par des trains TER Pays de la Loire.

## Situation ferroviaire
Établie à 4 mètres d'altitude, la gare des Sables-d'Olonne est à l'origine de la ligne des Sables-d'Olonne à Tours, située au point kilométrique (PK) 0,082. La gare suivante est la gare d'Olonne-sur-Mer.

## Histoire
La création d'une ligne de chemin de fer reliant Napoléon-Vendée (La Roche-sur-Yon) aux Sables-d'Olonne fait l'objet d'une enquête publique en 1861, et la ligne est concédée le 28 février 1863 à des hommes d'affaires, le comte de Monthiers, Thomas Savin, de Puyberneau, Pope Hennessy, Benjamin Oliveira, Bonnin, Paul Margetson, James Morrish, E.-P. de Colquhoun, Richard Kyrke-Penson, et le marquis de Ripert de Monclar.
Ceux-ci formeront la Compagnie des chemins de fer de la Vendée pour la construire et l'exploiter la ligne des Sables-d'Olonne, ainsi que la ligne Napoléon-Vendée - Gare de Bressuire.
Bâtie avec la ligne durant l'année 1866 par la Compagnie des chemins de fer de la Vendée, une première gare est ouverte à la fin de l'année, le 29 décembre lors de l'inauguration de la ligne se dirigeant alors jusqu'à La Roche-sur-Yon.
Mais faute de moyens financiers suffisants (la compagnie étant déclarée en faillite en 1877 et rachetée par l'État en 1878), cette première gare faite de planches tombera rapidement en ruines et les travaux de construction de la nouvelle gare, correspondant au bâtiment actuel, menés par les chemins de fer de l'État dureront de 1880 et 1883. Dans les années 1900, le trajet vers Paris prend alors 9 heures par le rail.
De 1898 à 1925, la gare est desservie par le tramway des Sables-d'Olonne, et, de 1902 à 1949, par une ligne de chemin de fer secondaire à voie métrique des tramways de la Vendée la reliant à Talmont et au Champ-Saint-Père, puis, de 1925 à 1949, à La Barre-de-Monts par Croix-de-Vie et Saint-Gilles-sur-Vie.
La gare fera l'objet de divers aménagements, dont la modernisation demandée par la municipalité des Sables à la SNCF, chargée de son exploitation depuis la nationalisation de 1938, et opérée au début des années 1990.
La gare des Sables-d'Olonne devient en outre « gare TGV » à compter du 28 mai 2000, laissant la station balnéaire vendéenne à moins de 4 heures de la capitale. Pour ce faire, huit rames TGV Atlantique et trois CC 72000 sont modifiées ; ces dernières tractent les TGV à partir de Nantes, jusqu'en décembre 2004. À cette date, la Région jette l'éponge (subvention demandée par la SNCF sans cesse plus importante et service néanmoins peu fiable), et la gare perd son statut de gare TGV. Les TGV ne reviendront aux Sables-d'Olonne que le 14 décembre 2008, à la suite de l'électrification de la ligne.
En 2016, la gare a accueilli 439 647 voyageurs, après un nombre de 375 957 voyageurs en 2015 et 365 307 voyageurs en 2014.

## Service des voyageurs

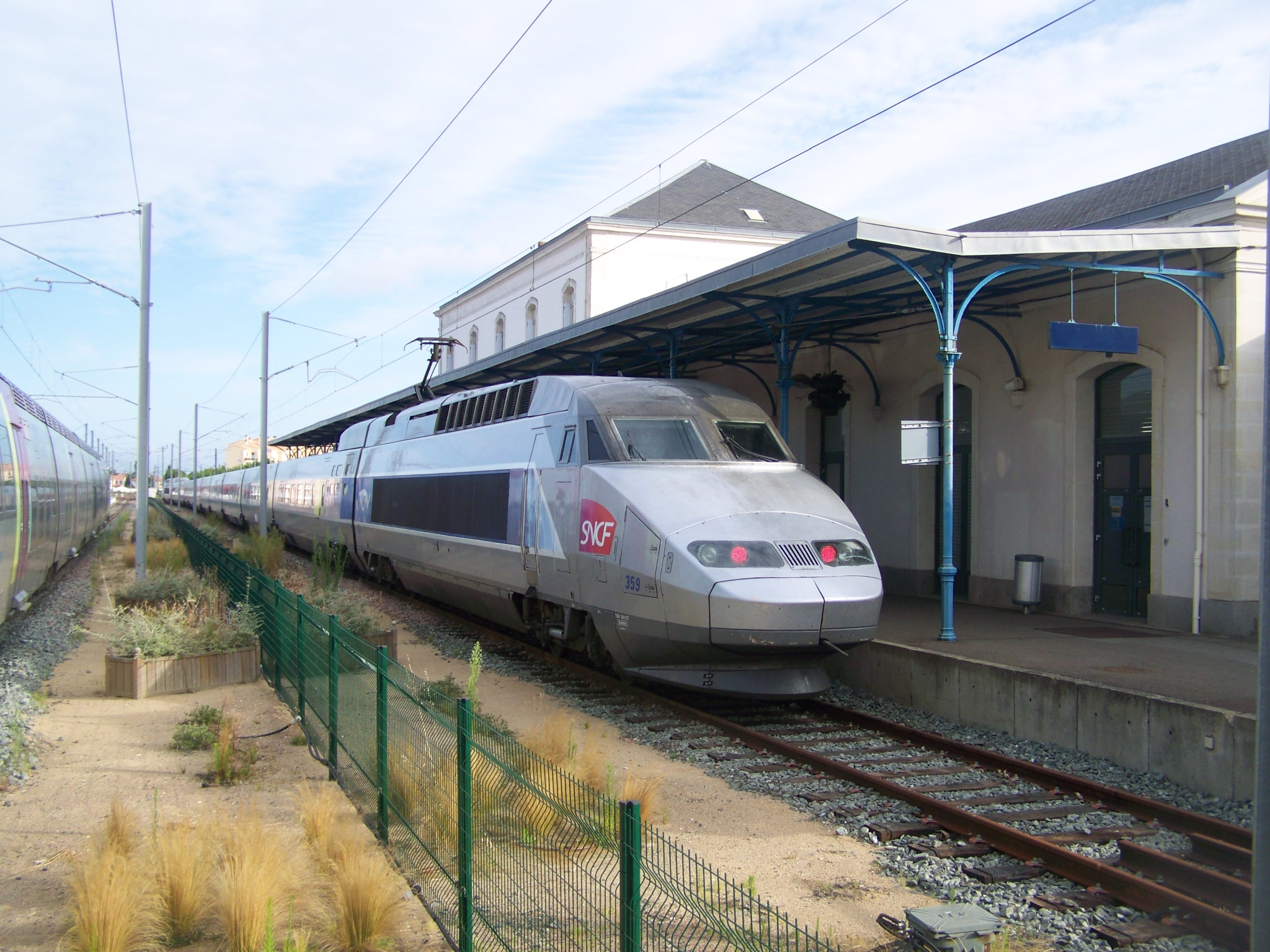
TGV Atlantique en gare.

### Accueil
C'est une gare SNCF, qui dispose d'un bâtiment voyageurs, avec guichet, ouvert tous les jours et équipé de distributeurs automatiques de titres de transport. Elle est équipée de parkings pour vélos et véhicules routiers.

### Desserte

#### TGV

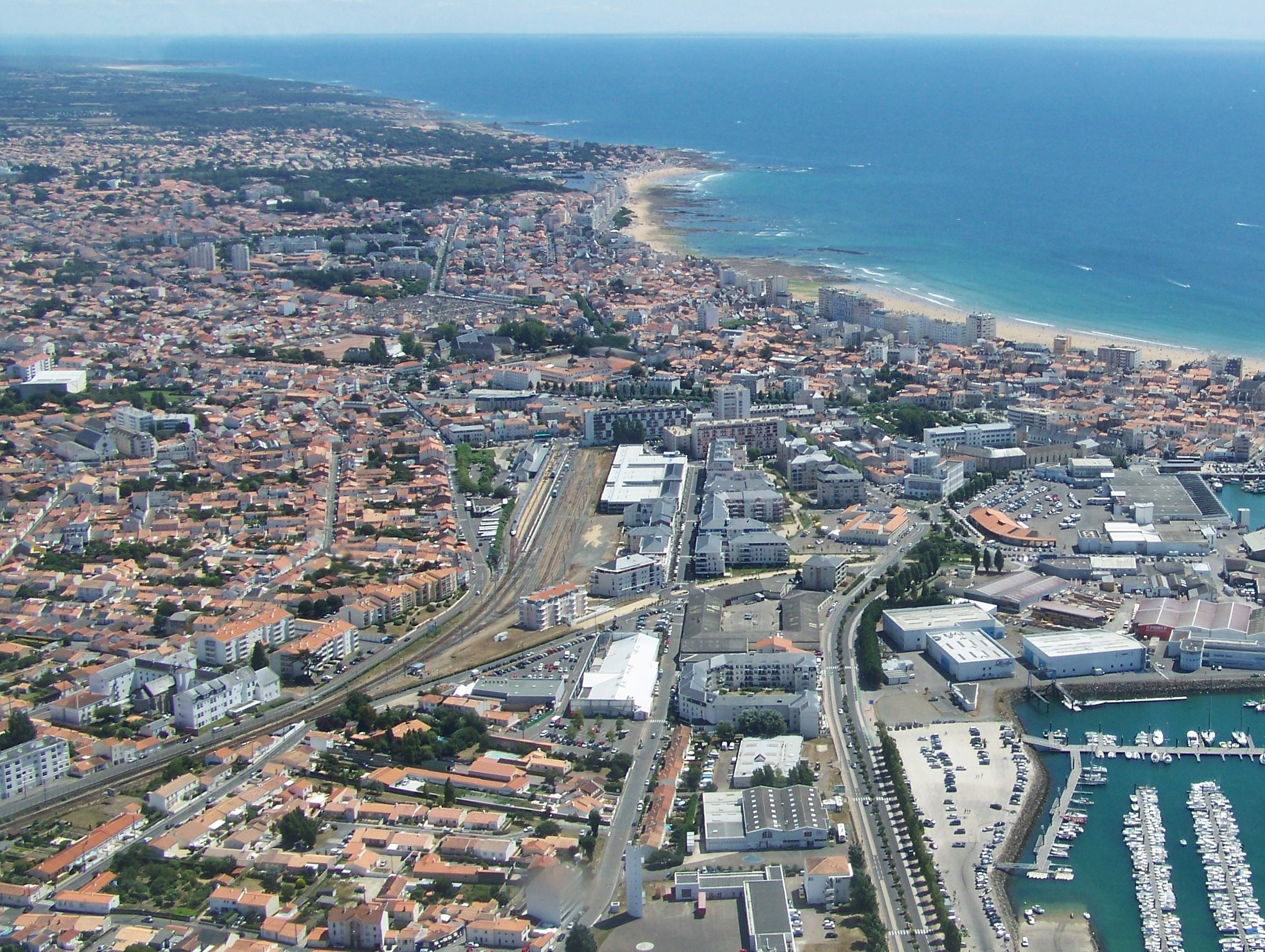
Vue aérienne de la gare, au centre.

La gare des Sables-d'Olonne est desservie par deux allers-retours quotidiens (trois en été) TGV inOui circulant depuis Paris-Montparnasse, via Nantes et La Roche-sur-Yon.

#### TER Pays de la Loire
La gare est desservie par des trains TER Pays de la Loire à destination de Nantes.
Depuis l'été 2013, la gare est également desservie par un aller-retour TER, nommé « train des plages », circulant jusqu'en gare de Saumur les samedis, dimanches et fêtes en mai, juin et septembre et tous les jours en juillet et août,,.

### Intermodalité
La gare est desservie par la plupart des lignes de bus urbains du réseau Oléane des Sables d'Olonne Agglomération,.